# Список начальниц Смольного института
| № | Годы      | Илл. | Имя                                | Примечание |
| - | --------- | ---- | ---------------------------------- | --- |
| 1 | 1764      |      | Анна Сергеевна Долгорукая          | Долгорукая была начальницей, а правительницей при ней Софья де Лафон. С первого же года своего начальствования обнаружила неспособность к выполнению возложенной на неё трудной и ответственной должности. Екатерина II, поняв свою ошибку, стала осыпать милостями Долгорукову, чтобы склонить её отказаться от должности, чего и добилась. В 1768 году Долгорукова подала прошение об увольнении по слабости здоровья от должности. Ей была назначена пенсия.     |
| 2 | 1764—1797 |      | Софья Ивановна де Лафон            | В 1764 году назначена правительницей института благородных девиц, а затем, в 1773 году, его начальницей, и состояла в этой должности более тридцати лет. В 1797 году пожалована орденом Святой Екатерины Малого креста. |
| 3 | 1797—1802 |      | Елизавета Александровна Пальменбах | В 1796 году была назначена помощницей С. И. де Лафон, начальницы Смольного института, а после смерти последней, в августе 1797 года, назначена начальницей этого заведения «с присвоением ей по месту титула превосходительства» и занимала эту должность до 1802 года. В 1801 году пожалована орденом Святой Екатерины Малого креста. |
| 4 | 1802—1839 |      | Юлия Фёдоровна Адлерберг           | 12 (24) апреля 1802 года получила должность начальницы Смольного института благородных девиц. 24 февраля (8 марта) 1824 года была пожалована в статс-дамы, 24 апреля (6 мая) того же года получила орден Святой Екатерины 2-й степени, а 22 июля (3 августа) 1835 года — орден Святой Екатерины 1-й степени. |
| 5 | 1839—1875 |      | Мария Павловна Леонтьева           | Ю. Ф. Адлерберг, желая подготовить себе преемницу, обратилась к императрице с просьбой назначить себе помощницу. Выбор пал на Леонтьеву. Помощницей Мария Павловна пробыла один год, когда Адлерберг скончалась, 21 сентября 1839 года последовало Высочайшее повеление о назначении начальницей Смольного института, с окладом в 6 000 рублей, М. П. Леонтьевой; 23 ноября 1839 года она получила малый крест ордена Святой Екатерины.                             |
| 6 | 1875—1886 |      | Ольга Александровна Томилова       | В конце 1872 года М. П. Леонтьева желала приготовить себе преемницу. Она ходатайствовала за назначение Томиловой, которую она помнила, как девицу Энгельгардт, бывшую одной из блестящих учениц выпуска 1839 года. 20 января 1873 года О. А. Томилова была утверждена в должности помощницы. В 1874 году Томилова вступила в должность начальницы. Ушла в отставку, в частности, из-за слабости глаз. В 1874 году пожалована орденом Св. Екатерины меньшего креста. |
| 7 | 1886—1895 |      | Мария Петровна Новосильцева        | В 1894 году была пожалована орденом Св. Екатерины меньшего креста. Ушла в отставку. |
| 8 | 1895—1915 |      | Елена Александровна Ливен          | 19 апреля 1905 года пожалована орденом Св. Екатерины меньшого креста. |
| 9 | 1915—1919 |      | Вера Васильевна Голицына           | |
|   |           |      |                                    | |